# 黃銅
黃銅（英語：Brass），又譯鋅青銅，古稱鍮，真鍮，鍮石，是铜及鋅的合金，因色黃而得其名。黃銅的熔點約為900～940 °C，依成分而定。
黃銅的機械性能和耐磨性能都很好，可用於製造精密儀器、船舶的零件、槍炮的彈殼、硬幣（如五日圓硬幣）等。含鋅量不同，也會有不同的顏色，如含鋅量為18%－20%會呈紅黃色，而含鋅量為20%－30%就會呈棕黃色。另外黃銅的聲響獨特，因此東方的鑼、鈸、鈴、號等樂器，以及西方的銅管樂器皆使用黃銅製作。
黄铜的电阻率是8×10−8Ω⋅m

## 含鉛問題
為了讓黃銅更好加工，黃銅裡面通常有2%的鉛，由於黃銅廣泛用於自來水管線中，造成了健康問題。
美國加州因此起訴了相關廠商，也立法規定飲用水管線中鉛含量，尤其是黃銅部分。